# سعد عباس
سعد عباس ، ممثل ومدبلج عراقي .

## عن حياته
له العديد من الأعمال التلفزيونية في المسلسلات ودوبلاج الرسوم المتحركة .

## أعماله

### المسلسلات
- ناس من زجاج

### الدوبلاج
- مسلسل توم سوير

### البرامج
- إفتح يا سمسم (ج3)
- إفتح يا سمسم (ج2)

### ديكور
- فيلم الجزيرة

## روابط خارجية
- سعد عباس على موقع قاعدة بيانات الأفلام العربية